# Túmulos de mãos dadas

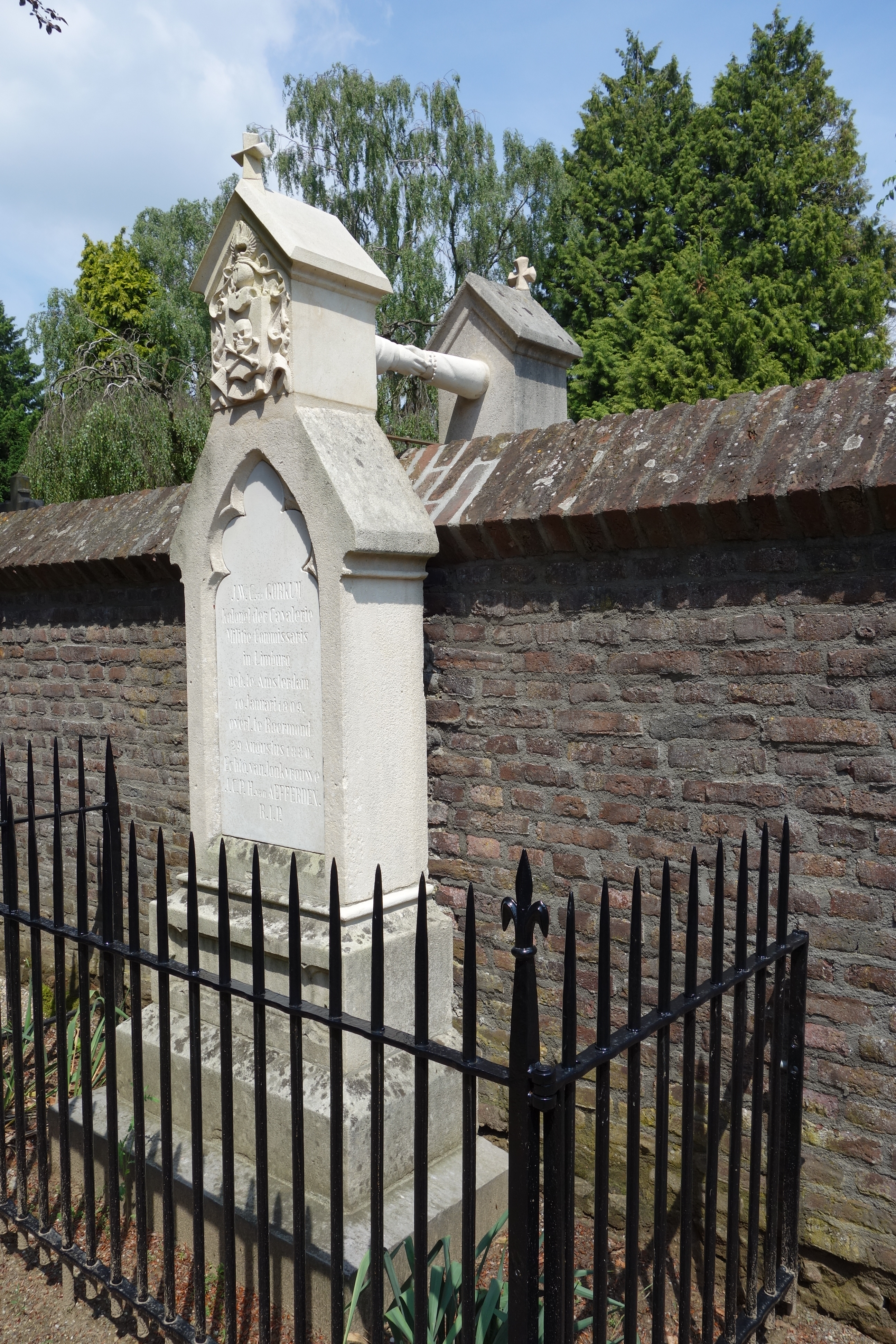
Túmulo visto do lado protestante.

Os túmulos de mãos dadas (em holandês: graf met de handjes ) são dois túmulos que se encontram no antigo cemitério de Roermond, na Holanda. Lá estão enterrados os esposos Jacob van Gorcum e Josephina van Aefferden, falecidos no século XIX, que por serem de religiões diferentes, ele protestante e ela católica, não podiam ser enterrados juntos na mesma parte do cemitério.
Assim, os túmulos foram colocados contra o muro que separa os dois lados do cemitério e unidos por duas mãos esculpidas sobre o mesmo. 

## Descrição
O monumento está localizado no antigo cemitério (oude kerkhof ) de  Roermond, em Limburgo . É um túmulo duplo, em que uma parte está na parte católica do cemitério, e a outra no lado protestante. Os dois túmulos foram colocados junto do muro que divide o cemitério e as lápides foram planeadas de forma a que serem mais altas que o muro, de maneira a que duas mãos esculpidas no topo das lápides dêem as mãos. 

## História
Os túmulos abrigam as sepulturas de Jacob Werner Constantin van Gorcum (1809-1880) e da sua mulher Josephina Caroline Petronella Hubertine van Aefferden (1820-1888). 
Josephina nasceu no dia 28 de Junho de 1820 em  Roermond, era a nona de dez filhos de uma família de aristocratas católicos. Seus pais são Jean-Baptiste van Aefferden (1767-1840) membro do Conselho Provincial de Limburgo, e Marie Agnès Petit (1779-1861). 
Seu pai, Jean-Baptiste van Aefferden, fez parte da Chevalerie du Limbourg e obteve também o título de escudeiro. Ele é o primeiro do ramo holandês da família (extinto em 2006) e também do ramo belga desta família aristocrática. 
Nascido no dia 10 de Janeiro de 1809  em Amsterdão, numa uma família protestante, Jacob Werner Constantin Gorkum é filho de Jan Egtbartus (Egbertus) van Gorkum (1780-1862) e Lydia Maria Jacoba de Bère (1787-1849). 
O pai era um talentoso cartógrafo militar e destacou-se na Batalha de Waterloo. 
Josephina e Jacob, na altura coronel da cavalaria, apaixonam-se mas a sua relação não é aceite. Jacob é onze anos mais velho que Josephina, ele é um soldado holandês e ela é de uma família nobre que participou da independência da Bélgica, ele é protestante e ela é católica.
Na altura, a Holanda estava sob um regime  segregacionista denominado de pilarização. A sociedade encontrava-se dividida em 3 pilares, a cada um deles correspondia a uma religião. Assim, a população estava dividida entre protestantes, católicos e judeus, organizados de acordo com seus costumes, nomeadamente no que toca às questões relacionadas com o casamento. Os casamentos entre pessoas de religiões diferentes não eram bem aceites. 
Tudo isto não desencoraja o casal que se casa no dia 3 de Novembro de 1842  e que tem um filho e duas filhas. A família adapta-se às regras do sistema segregacionista.
Mas uma regra parece incontornável: os dois cônjuges não podem ser enterrados juntos, cada um deve ficar no lado do cemitério de Roermond  que corresponde à sua religião. De facto, em 1858, quando o arquitecto Pierre Cuypers reconstruiu o antigo cemitério da cidade, ele separa a parte católica da protestante por um muro.
Quando Jacob morre no dia 29 de Agosto de 1880 em Roermond, seu túmulo é construído contra o muro de pedra que separa a secção católica do lado protestante. 
Oito anos depois, a 19 de Novembro de 1888, Josephina morre. Ela não é enterrada no túmulo da sua família no centro do cemitério no lado católico mas sim num que foi construído contra o muro, atrás do qual está a sepultura do marido. Os dois túmulos estão ligados por duas mãos, uma mão masculina e uma mão feminina que se sobrepõem, como um símbolo do amor além da morte e mais forte que a religião. 
O túmulo foi considerado como  como monumento nacional em 2002. 